# Belleville-et-Châtillon-sur-Bar
Pour les articles homonymes, voir Belleville.
Belleville-et-Châtillon-sur-Bar est une commune française située dans le département des Ardennes, en région Grand Est.

## Géographie
| Bairon-et-ses-Environs |                                 | Les Petites-Armoises    |
| Noirval                | Belleville-et-Châtillon-sur-Bar | Brieulles-sur-Bar Authe |
| Quatre-Champs Toges    | Boult-aux-Bois                  | Germont                 |

### Hydrographie
La commune est traversée par la ligne de partage des eaux entre  les bassins hydrographiques Rhin-Meuse et Seine-Normandie. Elle est drainée par la Bar, la Fournelle, le ruisseau de la Lateuse, le ruisseau le Barosset, le ruisseau le Trupsin, le Fossé 01 de la commune de Belleville-et-Chatillon-sur-Bar, le Fossé 02 de la commune de Belleville-et-Chatillon-sur-Bar, le ruisseau des Wileux et le ruisseau de la Maiseneau,.
La Bar, d'une longueur de 62 km, prend sa source dans la commune de Harricourt et se jette  dans la Meuse à Dom-le-Mesnil, après avoir traversé 20 communes.
La Fournelle, d'une longueur de 15 km, prend sa source dans la commune  et se jette  dans l'Aisne à Vouziers, après avoir traversé cinq communes.

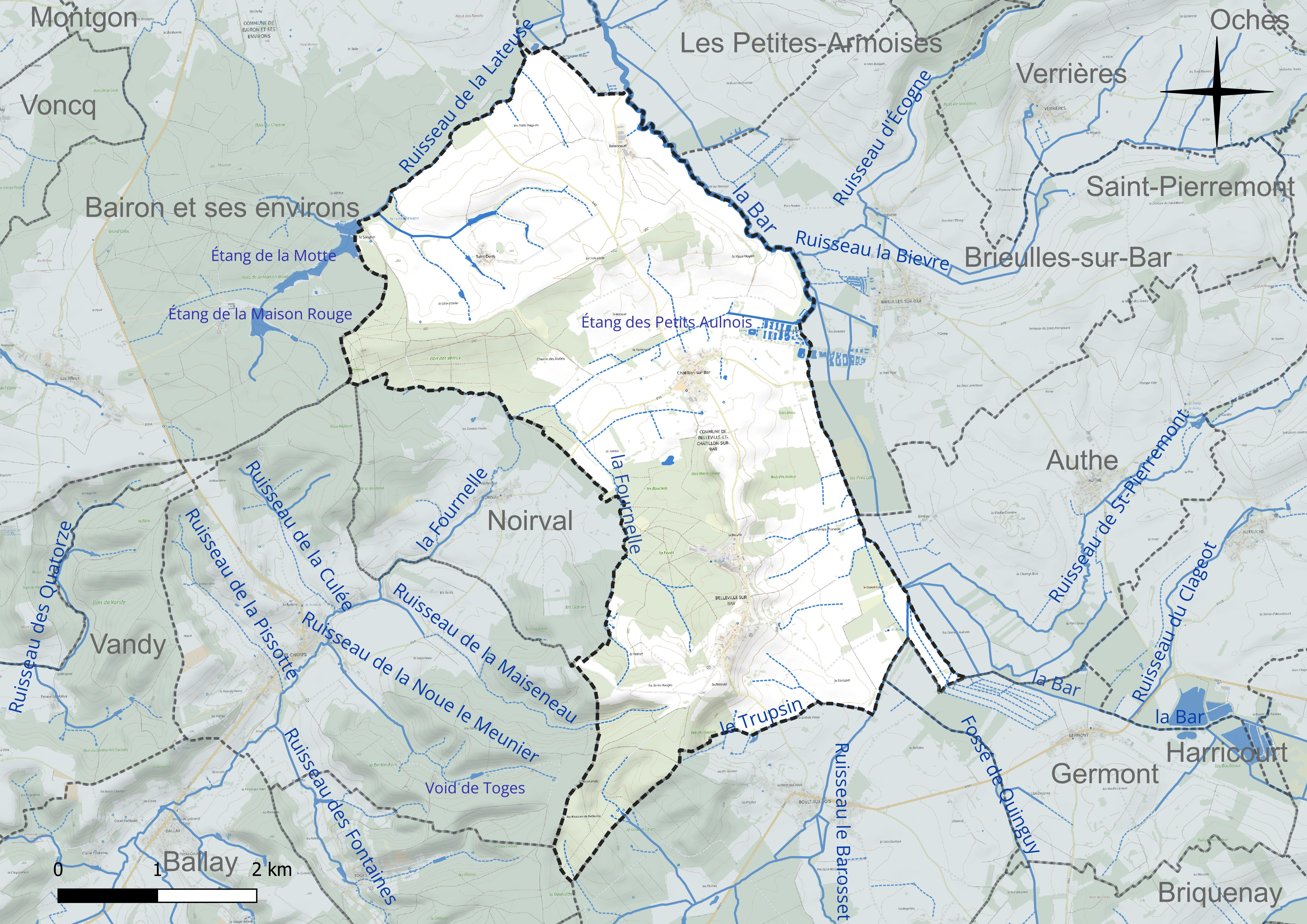
Réseaux hydrographique de Belleville-et-Châtillon-sur-Bar.

Trois plans d'eau complètent le réseau hydrographique : le plan d'eau de la commune de Belleville-et-Chatillon-sur-Bar (0,8 ha), l'étang de la Motte, d'une superficie totale de 11,7 ha (0 ha sur la commune) et l'étang des Petits Aulnois (0,4 ha),.

### Climat
Pour des articles plus généraux, voir Climat du Grand Est et Climat des Ardennes.
En 2010, le climat de la commune est de type climat de montagne, selon une étude du Centre national de la recherche scientifique s'appuyant sur une série de données couvrant la période 1971-2000. En 2020, Météo-France publie une typologie des climats de la France métropolitaine dans laquelle la commune est exposée à un climat océanique altéré et est dans une zone de transition entre les régions climatiques « Nord-est du bassin Parisien » et « Lorraine, plateau de Langres, Morvan ».
Pour la période 1971-2000, la température annuelle moyenne est de 10 °C, avec une amplitude thermique annuelle de 15,7 °C. Le cumul annuel moyen de précipitations est de 969 mm, avec 13,6 jours de précipitations en janvier et 9,3 jours en juillet. Pour la période 1991-2020, la température moyenne annuelle observée sur la station météorologique de Météo-France la plus proche, « Buzancy_sapc », sur la commune de Buzancy à 9 km à vol d'oiseau, est de 10,9 °C et le cumul annuel moyen de précipitations est de 862,0 mm. 
La température maximale relevée sur cette station est de 40,7 °C, atteinte le 25 juillet 2019 ; la température minimale est de −15,8 °C, atteinte le 20 décembre 2009,,.
Les paramètres climatiques de la commune ont été estimés pour le milieu du siècle (2041-2070) selon différents scénarios d'émission de gaz à effet de serre à partir des nouvelles projections climatiques de référence DRIAS-2020. Ils sont consultables sur un site dédié publié par Météo-France en novembre 2022.

## Urbanisme

### Typologie
Au 1er janvier 2024, Belleville-et-Châtillon-sur-Bar est catégorisée commune rurale à habitat dispersé, selon la nouvelle grille communale de densité à 7 niveaux définie par l'Insee en 2022.
Elle est située hors unité urbaine et hors attraction des villes,.

### Occupation des sols
L'occupation des sols de la commune, telle qu'elle ressort de la base de données européenne d’occupation biophysique des sols Corine Land Cover (CLC), est marquée par l'importance des territoires agricoles (66,2 % en 2018), une proportion sensiblement équivalente à celle de 1990 (66 %). La répartition détaillée en 2018 est la suivante : 
prairies (44,9 %), forêts (29,7 %), terres arables (19,9 %), zones agricoles hétérogènes (1,5 %), milieux à végétation arbustive et/ou herbacée (1,4 %), zones urbanisées (1,3 %), zones humides intérieures (1,3 %). L'évolution de l’occupation des sols de la commune et de ses infrastructures peut être observée sur les différentes représentations cartographiques du territoire : la carte de Cassini (XVIIIe siècle), la carte d'état-major (1820-1866) et les cartes ou photos aériennes de l'IGN pour la période actuelle (1950 à aujourd'hui).

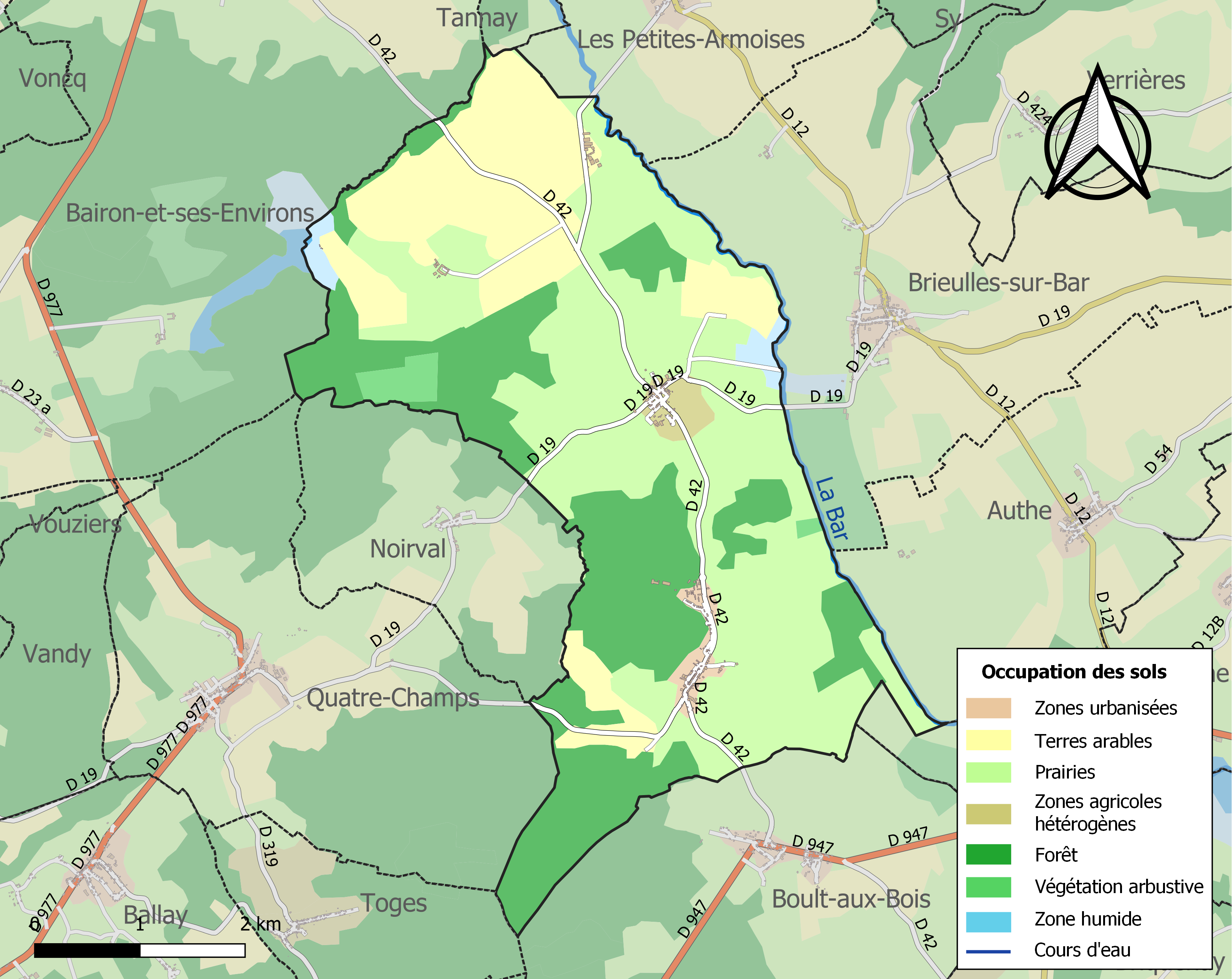
Carte des infrastructures et de l'occupation des sols de la commune en 2018 (CLC).

## Toponymie
Belleville : Il s'agit d'une Bella Villa, un « beau domaine »[réf. nécessaire].
Châtillon apparait, à la fin de l'Ancien Régime, avec la dénomination : Châtillon-sur-Bar-Willeux. Ce Wileux apparait dans la toponymie de Châtillon ; il s'agit aujourd'hui d'un massif forestier (le Bois de Wuileu & les Gaises de Wuilleu et d'un ruisseau (le ruisseau de Willeu).
La Bar est une rivière du département des Ardennes, affluent en rive gauche de la Meuse.

## Histoire
La commune vient de la fusion de deux communes : Châtillon-sur-Bar et Belleville-sur-Bar.

## Politique et administration
| Période                                  | Période                   | Identité                                        | Étiquette | Qualité                        |
| ---------------------------------------- | ------------------------- | ----------------------------------------------- | --------- | ------------------------------ |
| 1879                                     |                           | Hannin                                          |           |                                |
| mars 2001                                | mars 2008                 | M. Jacques Morlacchi                            | DVG       | Conseiller général depuis 2001 |
| mars 2008                                | mars 2014                 | René Bocquet                                    |           |                                |
| mars 2014                                | En cours (au 27 mai 2020) | Claude Debources Réélu pour le mandat 2020-2026 |           | Ancien ouvrier                 |
| Les données manquantes sont à compléter. |                           |                                                 |           |                                |

## Démographie
L'évolution du nombre d'habitants est connue à travers les recensements de la population effectués dans la commune depuis 1793. Pour les communes de moins de 10 000 habitants, une enquête de recensement portant sur toute la population est réalisée tous les cinq ans, les populations de référence des années intermédiaires étant quant à elles estimées par interpolation ou extrapolation. Pour la commune, le premier recensement exhaustif entrant dans le cadre du nouveau dispositif a été réalisé en 2005.

En 2022, la commune comptait 241 habitants, en évolution de −10,07 % par rapport à 2016 (Ardennes : −2,97 %, France hors Mayotte : +2,11 %).
| 1793 | 1800 | 1806 | 1821 | 1831 | 1836 | 1841 | 1846 | 1851 |
| ---- | ---- | ---- | ---- | ---- | ---- | ---- | ---- | ---- |
| 269  | 271  | 273  | 278  | 268  | 269  | 277  | 275  | 278  |

| 1866 | 1872 | 1876 | 1881 | 1886 | 1891 | 1896 | 1901 | 1906 |
| ---- | ---- | ---- | ---- | ---- | ---- | ---- | ---- | ---- |
| 220  | 230  | 233  | 187  | 172  | 157  | 144  | 126  | 131  |

| 1911 | 1921 | 1926 | 1931 | 1936 | 1946 | 1954 | 1962 | 1968 |
| ---- | ---- | ---- | ---- | ---- | ---- | ---- | ---- | ---- |
| 129  | 121  | 115  | 116  | 231  | 97   | 278  | 189  | 204  |

| 1975 | 1982 | 1990 | 1999 | 2005 | 2006 | 2010 | 2015 | 2020 |
| ---- | ---- | ---- | ---- | ---- | ---- | ---- | ---- | ---- |
| 389  | 325  | 340  | 327  | 304  | 305  | 316  | 270  | 244  |

| 2022 | - | - | - | - | - | - | - | - |
| ---- | - | - | - | - | - | - | - | - |
| 241  | - | - | - | - | - | - | - | - |

## Héraldique
| Armes de Belleville-et-Châtillon-sur-Bar | Les armes de Belleville-et-Châtillon-sur-Bar se blasonnent ainsi : De gueules au sautoir engrêlé d’or chargé d’une étoile de sable, au chef cousu d’azur chargé d’une fleur de lys aussi d’or, accostée de deux roses d’argent. |

## Lieux et monuments
- Église de la Décollation-de-Saint-Jean-Baptiste de Châtillon-sur-Bar, inscrit au titre des monuments historiques en 1930[26].
- Église Notre-Dame de Belleville-sur-Bar.

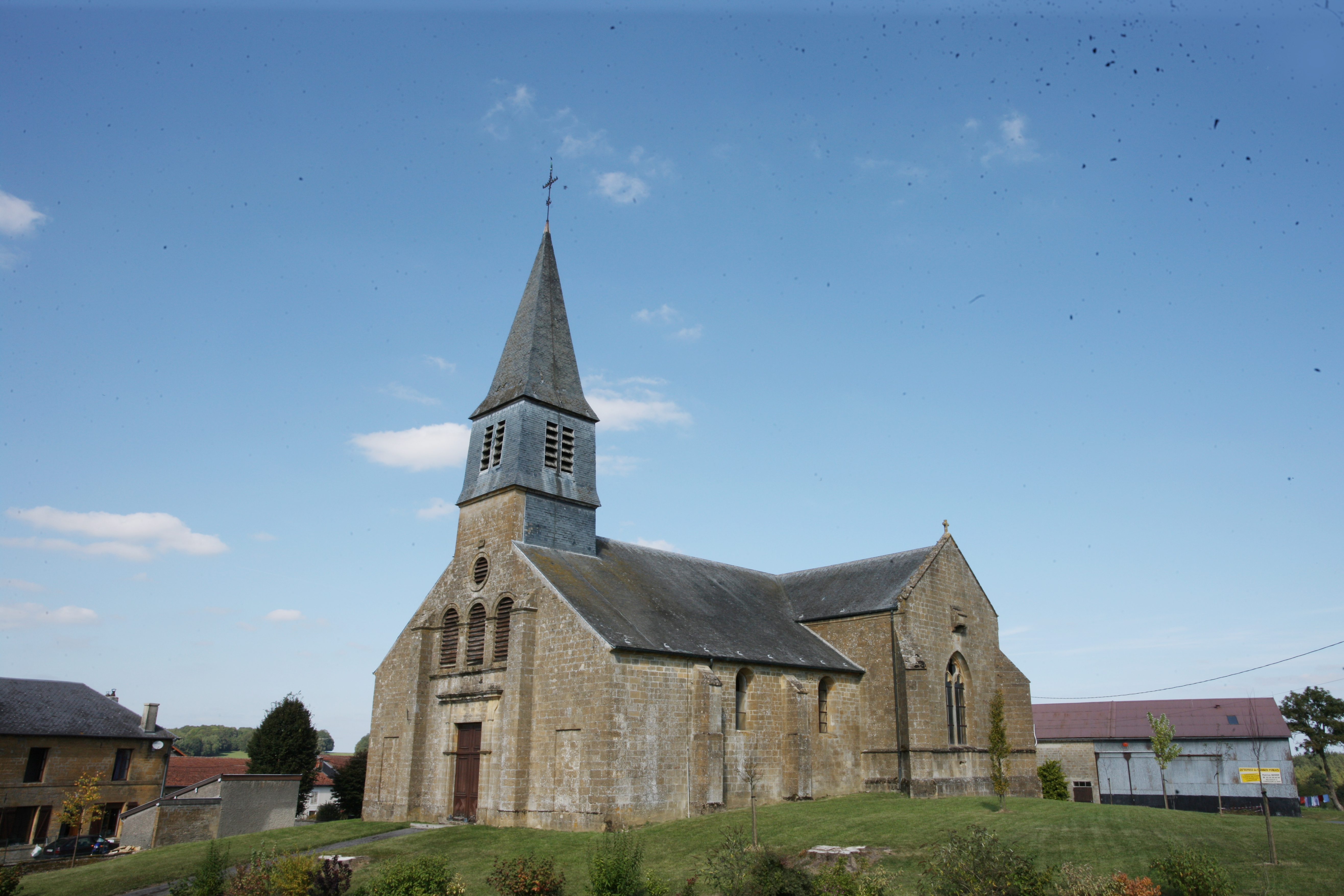
Église de la Décollation-de-Saint-Jean-Baptiste.
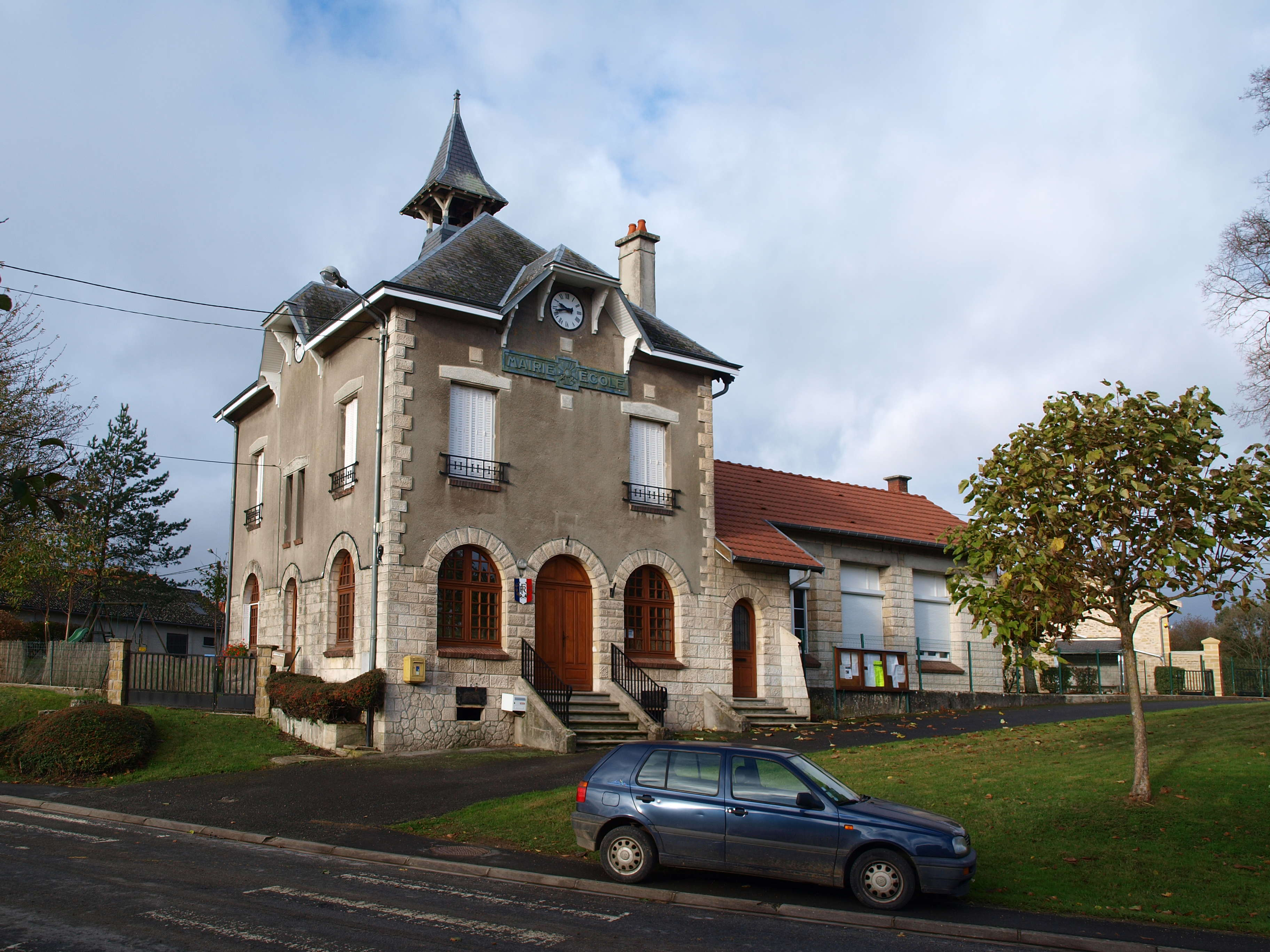
Mairie-école de Belleville-sur-Bar.
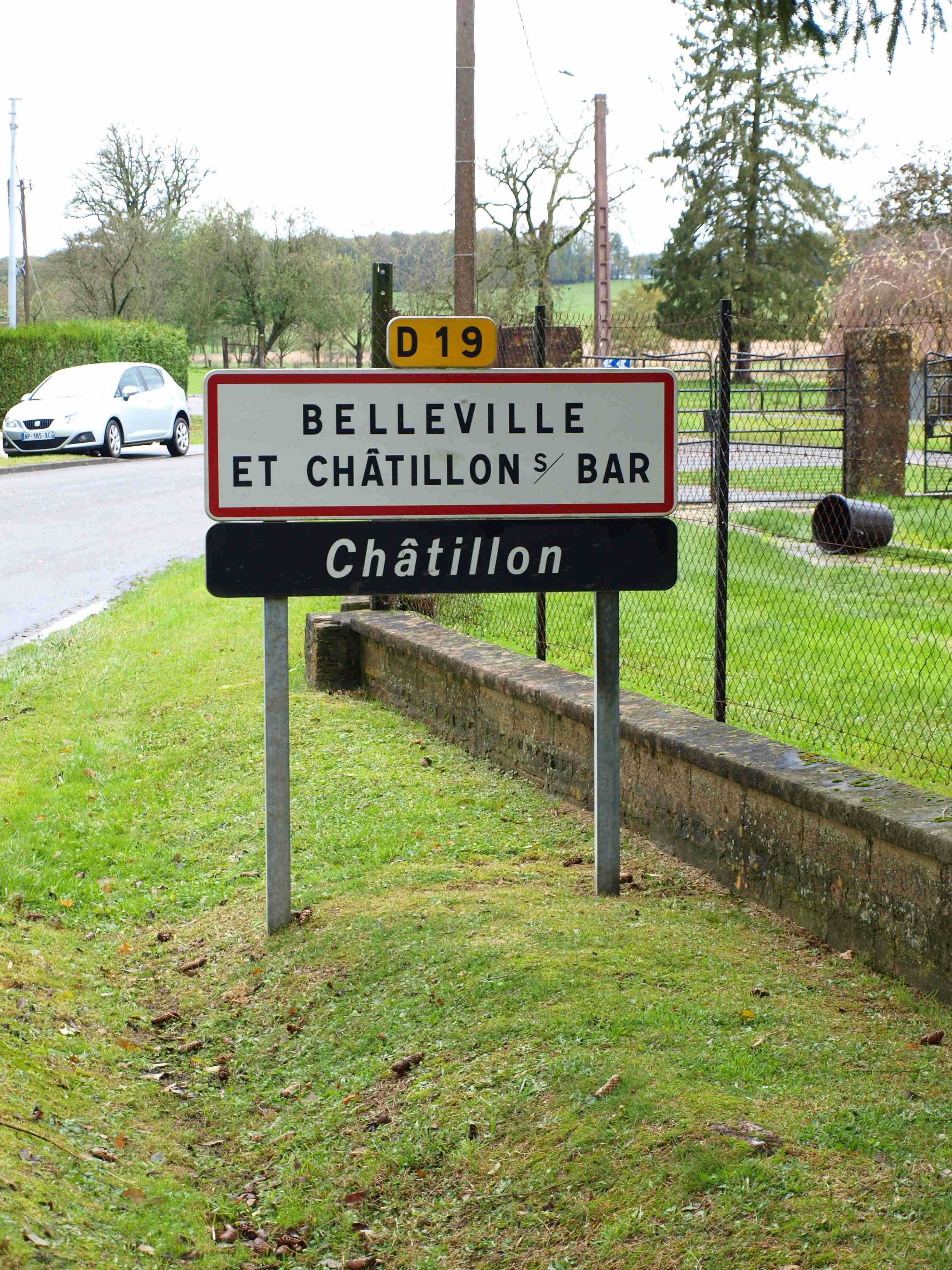
Panneau d'entrée du Chatillon-sur-Bar.